# Kalksteinbrüche südöstlich Erwitte
Koordinaten: 51° 35′ 59″ N, 8° 21′ 41″ O
Das Naturschutzgebiet Kalksteinbrüche südöstlich Erwitte liegt auf dem Gebiet der Stadt Erwitte im Kreis Soest in Nordrhein-Westfalen.
Das Gebiet erstreckt sich südöstlich der Kernstadt Erwitte direkt an der am westlichen Rand verlaufenden Berger Straße (= L 735). Südöstlich schließt sich das 7,485 ha große Naturschutzgebiet Steinbruch Straken südöstlich Erwitte an. Nördlich verläuft die B 1 und südlich die A 44.

## Bedeutung
Für Erwitte ist seit 1994 ein 51,43 ha großes Gebiet unter der Schlüsselnummer SO-041 als Naturschutzgebiet ausgewiesen.